# Fakahina
Fakahina est un atoll situé dans l'archipel des Tuamotu en Polynésie française. Celui-ci fait partie de la commune de Fangatau et constitue l'un des atolls les plus isolés de l'archipel.

## Géographie

### Situation
Fakahina est situé à 73 kilomètres à l'est de Fangatau, l'atoll le plus proche, et à 980 kilomètres à l'est de Tahiti. C'est un atoll ovoïde de 8,5 km de longueur et 5 km de largeur maximales pour une surface de terres émergées de 8 km2. Il est pratiquement entièrement continu, composé d'un motu unique, avec lagon d'environ 20 km2 dépourvu de passe de communication avec l'océan.

### Géologie
D'un point de vue géologique, l'atoll est l'excroissance corallienne (de quelques mètres) du sommet d'un très petit mont volcanique sous-marin homonyme, qui mesure 1 845 mètres depuis le plancher océanique, formé il y a 43,4 à 44,2 millions d'années.

### Démographie
En 2017, la population totale de Fakahina est de 161 personnes, regroupées dans les deux principaux villages que sont Tarione, situé à l'ouest de l'atoll, et l'ancien village de Hokikakika ; son évolution est la suivante :
| 86                                                      | 145 | 104 | 139 | 131 | 155 | 161 |
| Sources ISPF et Gouvernement de la Polynésie française. |     |     |     |     |     |     |

## Histoire

### Peuplement polynésien et découverte par les Européens
La première mention européenne de l'atoll est faite par le navigateur germano-balte Otto von Kotzebue qui l'aborde le 2 mars 1824 et le nomme du nom de son bateau Predpriatic, lors de sa deuxième expédition en Polynésie. L'atoll est ensuite abordé le 3 février 1837 par le Britannique Edward Belcher. L'île porte alors le nom polynésien de Niuhi (signifiant « île aux Cocotiers ») avant de prendre son nom actuel.

### Période contemporaine
Vers 1850, Fakahina devient un territoire français peuplé alors d'environ 150 habitants autochtones. L'île est évangélisée à la fin du XIXe siècle par le père missionnaire Albert Montiton qui fait construire le village de Hokikakika et la première chapelle Saint-Nicolas, premier édifice religieux de l'atoll. Au début du XXe siècle, des habitants de l'atoll sont déplacés par les pères missionnaires vers Puka Puka pour contribuer à l'essor de l'exploitation de la coprah sur ce dernier. Entre 1988 et 1990 est construite l'église Saint-Athanase rattachée au diocèse de Papeete.

## Économie
Durant des années l'activité principale de l'île était liée au coprah dont la production maximale atteignant environ 350 tonnes vers 1915.
Fakahina possède un petit aérodrome, avec une piste de 850 mètres de longueur, en service sur la portion ouest de l'atoll depuis 1985. Il accueille, en moyenne, environ 100 vols et 500 passagers par an. En juin 2012, le Haut-Commissaire de la République, Richard Didier, s'est déplacé à Fakahina pour signifier son intérêt pour le désenclavement des atolls éloignés et la mise à niveau de leurs infrastructures, notamment le prolongement de l'aérodrome.